# Салам, Таммам
Таммам Саиб Салам (араб. تمام صائب سلام‎; род. 13 мая 1945, Бейрут) — ливанский политический и государственный деятель, премьер-министр Ливана с 6 апреля 2013 по 18 декабря 2016 года, исполняющий обязанности президента Ливана с 25 мая 2014 по 31 октября 2016 года.

## Биография

### Молодые годы
Родился 13 мая 1945 года в Бейруте. Был старшим сыном в семье Саиба Салама, бывшего премьер-министра Ливана с 1970 по 1973 год и Тамимы Мардам Бейк, сирийки из Дамаска.
Окончил школу «Broummana High» и университет Айказян в Бейруте.
С 2008 по 2009 год занимал пост министра культуры.

### Пост премьер-министра Ливана
После отставки Наджиба Микати с поста премьер-министра Ливана 23 марта 2013 года, при поддержке Наджиба Микати, Валида Джумблата и Альянса 14 марта, Саламу было поручено формирование правительства. 6 апреля 2013 года, после того, как он получил 124 голоса из 128 голосов членов парламента в свою поддержку, утверждён на посту премьер-министра.
20 марта 2014 года новое правительство Ливана получило вотум доверия в парламенте. За проголосовали 96 из 101 депутата, присутствовавших в зале. Премьер-министр Тамам Салам поблагодарил парламентариев за высказанное его правительству доверие, сказав, что
Никто не ждёт от нас чуда, но мы постараемся на основе достигнутого согласия преодолеть этот труднейший период в жизни Ливана и региона с наименьшими потерями.
18 апреля, после встречи с патриархом маронитской церкви Бишарой Райи, Тамам Салам заявил, что президентские выборы в Ливане «состоятся в намеченный срок. Для их проведения 23 апреля нет никаких препятствий. Наш долг — выполнить это народное требование в соответствии с конституцией и демократическими традициями».

### Пост исполняющего обязанности президента Ливана
25 мая 2014 года, после истечения срока полномочий президента Мишеля Сулеймана и бесполезных попыток избрания нового, на первой в стране исполнительной сессии кабинета министров премьер-министр Таммам Салам сказал, что правительство должно работать, чтобы помочь процессу избрания следующего президента, подчеркнув, что с 25 мая правительство осуществляет полномочия президента. 31 октября 2016 года, после 2,5 лет после начала выборов, президентом Ливана был избран Мишель Аун.